# Jorge Carlos Hurtado Valdez

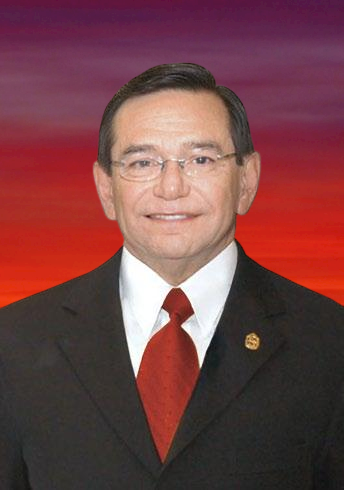
Jorge Carlos Hurtado Valdez

Jorge Carlos Hurtado Valdez (Campeche, 22 maart 1949) is een Mexicaans politicus van de Institutioneel Revolutionaire Partij (PRI).
Hurtado studeerde boekhouden aan de Universiteit van Campeche en vervulde verschillende administratieve functies. Van 2000 tot 2003 was hij burgemeester van zijn geboorteplaats. In 2003 wist hij met een krappe marge Juan Carlos del Río van de Nationale Actiepartij (PAN) te verslaan gouverneursverkiezingen en werd op 16 september van dat jaar ingehuldigd als gouverneur. Hij vervulde die functie tot 2009.
- International Standard Name Identifier: 0000 0000 3491 5111
- Library of Congress Control Number: n2008041038
- Virtual International Authority File: 11779453
- WorldCat: E39PBJg4hPYKrHCMQBTKhHfH4q